# 大内慶
大内 慶（おおうち けい、1980年4月12日 - ）は、日本の 作曲家、編曲家、ギタリスト、YouTuber、オンラインストリーマー。東京都八王子市出身。サポートギタリストとして活動する傍ら、作曲・編曲、舞台等の劇伴音楽の制作も行っている。

## 来歴
2014年10月1日、自身のブログ上で、ロックバンドINKT（インク）のメンバーとしての活動を発表。INKTでは「Kei」名義。2017年9月1日、INKT公式HPにてバンド解散を発表。2018年1月より、かねてからの希望であった自身のYouTubeチャンネル｢KeiTube｣を開設。2020年4月9日より毎日ライブ配信や動画投稿を続け、同8月18日にはチャンネル登録者数3,000人を突破。

## INKT
INKTについての詳細は「INKT」を参照

### ディスコグラフィ

#### 配信シングル
- 『ずっと』（2014年11月8日発売）
- 『Nobody Knows』（2014年11月8日発売）

#### アルバム

##### オリジナル・アルバム
- 『INKT』（2014年11月8日発売。「A Whole New World」、「Past & Future」、「Hide and Seek」の作曲を担当）
- 『square』（2017年5月3日発売。「Hell yeah」、「Uncontrol」、「Dancing fools」の作曲を担当）

##### ミニアルバム
- 『サイサリス』（2015年4月25日発売。「サイサリス」の作曲を担当）
- 『Life's Color』（2016年9月21日発売。「Rebellion」、「Ugly Duckling」、「東京」の作曲を担当）

## 楽曲製作等

### アーティスト
- 新谷良子 with PBB
  - 『BANDScore』（「ReunionS」の作曲を担当）
- 浪川大輔
  - 『ELEVATION』（「For dear light」の作曲・編曲を担当）
  - 『HIYAKE!ダンシング』（「ノンストレスナイト」の作曲・編曲を担当）
  - 『Ruts』（「Great reversal」の作詞・作曲・編曲を担当）
- ８ｐｒｉｎｃｅｓｓ
  - 『TEN』（「キミにキラキラ☆ 」を担当）

### 舞台
特記のないものは音楽制作
- 『in the blue』（2011年8月16日 - 22日）
- 『舞台版  ミラクル☆トレイン 〜大江戸線へようこそ〜 2nd approach』（2012年4月13日） - 音楽アレンジ
- 『舞台版 WORKING!!』（2012年5月11日 - 20日） - 音楽アレンジ
- メサイア・プロジェクト
  - 『舞台 Messiah メサイア -銅ノ章-』（2013年4月10日 - 14日）
  - 『舞台 Messiah メサイア -白銀ノ章-』（2014年1月15日 - 19日）
  - 『舞台 Messiah メサイア -紫微ノ章-』（2014年8月20日 - 24日）
  - 『舞台 Messiah メサイア -翡翠ノ章-』（2015年5月13日 - 24日、東京 / 5月30日 - 31日、兵庫）
  - 『舞台 Messiah メサイア -鋼ノ章-』（2015年9月2日 - 13日、東京 / 9月19日 - 21日、兵庫）
  - 『舞台 MESSIAH メサイア  -暁乃刻-』（2017年2月11日 - 19日、東京 / 2月25日 - 26日、大阪）
  - 『舞台 MESSIAH メサイア  -悠久乃刻-』（2017年8月31日 - 9月10日、東京 / 9月22日 - 24日、大阪）
  - 『舞台 MESSIAH メサイア -月詠乃刻-』（2018年4月14日 - 22日、東京 / 4月27日 - 29日、大阪）
  - 『舞台 MESSIAH TWILIGHT メサイアトワイライト -黄昏の荒野-』（2019年2月7日 - 17日、東京 / 3月1日 - 2日、大阪）
  - 『舞台 MESSIAH メサイア  -黎明乃刻-』（2019年9月5日 - 8日、東京 / 9月13日 - 16日、大阪 / 9月19日 - 23日、東京凱旋）
- 『舞台 インフェルノ』（2016年9月3日 - 11日）
- 『舞台 演劇女子部「僕たち可憐な少年合唱団」』（2017年10月26日 - 11月12日）
- 舞台 浪漫活劇譚「艶漢」
  - 『舞台 浪漫活劇譚「艶漢」第二夜』（2017年12月13日 - 17日）
  - 『舞台 浪漫活劇譚「艶漢」第三夜』（2019年4月20日 - 29日）
  - 『舞台 浪漫活劇譚「艶漢」第四夜』（2020年2月16日 - 3月1日）
- 『舞台 ニル・アドミラリの天秤』（2018年11月1日 - 11日）
- 『舞台 桃源郷ラビリンス』（2019年4月4日 - 7日、東京 / 4月13日 - 14日、岡山） - 音楽製作
- 『舞台版 PSYCHO-PASS サイコパス Chapter1 -犯罪係数-』（2019年10月25日 - 11月10日）
- 舞台 HELI-X
  - 『舞台 HELI-X』（2020年12月3日 - 9日、東京 / 12月12日 - 13日、大阪）
  - 『舞台 HELI-X II～アンモナイトシンドローム』（2021年10月7日 - 17日）
  - 『舞台 HELI-X Ⅲ～レディ・スピランセス』（2022年6月3日 - 12日、東京 / 6月18日 - 19日、大阪）
  - 『舞台 HELI-X ～スパイラル・ラビリンス～』（2023年6月2日 - 11日、東京）
- 『朗読劇 M・A・D朗毒』（2021年11月19日 - 28日）
- 舞台 咎人の刻印
  - 『舞台 咎人の刻印～ブラッドレッド・コンチェルト～』（2023年2月16日 - 2月26日）
  - 『舞台 咎人の刻印～レミニセンス～』（2024年1月18日 - 1月28日）
- 『舞台 トレンディは突然に』（2023年7月13日 - 18日）

### 映画
- 『映画 MESSIAH メサイア  -幻夜乃刻-』（2018年11月公開） - 音楽制作
- 『映画 桃源郷ラビリンス ～生々流転～』（2019年10月公開） - 音楽制作

## レコーディング参加
- アイドリング!!!
- THE IDOLM@STER
- 岩男潤子
- 大田クルー
- 新谷良子
- 浪川大輔
- 原由実
- ROOKiEZ is PUNK'D

他

## サポート

### ライブ
- アイドリング!!!
- THE IDOLM@STER
- Ash
- 岩男潤子
- 大平峻也
- KAT-TUN
- 木村徹二
- KENN
- KOKI
- 佐伯ユウスケ
- 新谷良子
- 鈴村健一
- 谷山紀章
- 堂本光一
- 浪川大輔
- (K)NoW_NAME
- ラブアグレッション
- 竜徹日記
- ROOKiEZ is PUNK'D
- ROSARYHILL
- SHiNNOSUKE
- SINOBROWN
- S.T.U.W

他

### イベント等
- 「灰と激奏のグリムガル-Grimgar, Live and Act-」（2016年6月19日）※TVアニメ「灰と幻想のグリムガル」のイベント
- 「Frontwing LIVE 2017 －First Flight－」（2017年12月29日、30日）
- 「Kiramune Presents 浪川大輔×柿原徹也×吉野裕行 Joint Live 2018 “VERSUS”」（2018年11月10日、11日）
- 「ディア♥ヴォーカリスト」
  - CR69Fes.2018『Dead or Alive』」（2019年9月30日）[4]
  - CR69Fes.2021『Blast!!!』」（2021年10月3日）[5]

## その他

### PV出演(INKT以外)
- 新谷良子
  - 「UNLOCKER!」
  - 「Euphoric Prayer」
  - 「AUTOMATIC SENSATION」
  - 「Bambi's Boogie」
  - 「Blooming Line」
- 浪川大輔
  - 「HIYAKE!ダンシング」
  - 「Like it Like it」
- WAKAZO（ポラポリポスポ）
  - 「リヒト[2][6]」
  - 「夜を超えた証[5]」

　　※Vo Gt.のモーションキャプチャーパフォーマーとして
- chirp×chirp（ポラポリポスポ）
  - 「Neon Sign[4]」
  - 「レインボウ・パレード[7]」
  - 「HOMIES[8]」

　　※Gt.のモーションキャプチャーパフォーマーとして

### TV出演
- 上戸彩 「ミュージックステーション」「うたばん」「音楽戦士 MUSIC FIGHTER」「MUSIC JAPAN」

### Web
- 岩男潤子のSweet Tweet Time（スカイクラッドTV・ニコニコ生放送、2010年-2015年。川村竜と共にMC担当）

### モデル
- New Balance 2011年 秋冬
- GoneR -the end begins- 2020年 Autumn & Winter Collection

### イベント等 （個人名義）
- GoneR Only Shop 一日店長（2019年5月3日・2020年1月5日）
- "GoneR Presents" Day of the Dead Vol.18（2019年5月3日・2020年1月4日）
- "GoneR Presents" Day of the Dead Vol.23 ～GoneR 7th Anniversary Event～ ～Special K.K.G.S～（2020年8月10日）